# Gediminas Kirkilas
Gediminas Kirkilas (Vilna, 30 de agosto de 1951-Vilna, 20 de abril de 2024) fue un político lituano que fue el primer ministro de Lituania. Lo designaron el 4 de julio de 2006 después de Zigmantas Balčytis, el primer ministro provisional. 

## Biografía
Después de que volviera del servicio militar obligatorio, entre 1972 y 1978 trabajó en muchos monumentos culturales (como iglesias). Entre 1978 y 1982 fue estudiante de ciencias políticas.
Desde que la independencia fue declarada, el 11 de marzo de 1990, Kirkilas estuvo implicado en las materias del estado y fue elegido cuatro veces (en 1992, 1996, 2000, y 2004) al parlamento por el Partido Socialdemócrata Lituano (LSDP). También se desempeñó como ministro de Defensa de Lituania.